# Noenasi
Noenasi is een bestuurslaag in het regentschap Timor Tengah Utara van de provincie Oost-Nusa Tenggara, Indonesië. Noenasi telt 422 inwoners (volkstelling 2010).